# Bordjiguines
 (janvier 2017).
Si vous disposez d'ouvrages ou d'articles de référence ou si vous connaissez des sites web de qualité traitant du thème abordé ici, merci de compléter l'article en donnant les références utiles à sa vérifiabilité et en les liant à la section « Notes et références ».
Les Bordjiguines (en mongol cyrillique : Боржигид / Borjigid, au singulier Боржигин / Borjigin ; en mongol bitchig : au singulier ᠪᠣᠷᠵᠢᠭᠢᠨ ; en chinois traditionnel : 博爾濟吉特 ; pinyin : bó'ěrjìjítè), aussi appelés la Lignée d'or (en mongol : Алтан ураг / Altan urag), étaient une maison princière d'origine mongole, issue de la Maison Qiyad, descendants de Yesügei, le père de Gengis Khan. 

## Histoire
Au XIIe siècle, avant l'avènement de l'Empire mongol, les Mongols côtoient plusieurs autres communautés nomades pour certaines plus influentes comme les Tatars, les Kéraït et les Naïmans. Ces peuples sont subdivisés en clans ou maison dynastique (oboq) se réclamant d'un ancêtre commun, légendaire ou non, qui arborent le même noms. Une quarantaine de clans, organisés en fonction de leurs lignages paternels ou maternels, n'est pas égalitaire mais hiérarchiques. Seuls ceux qui appartiennent à un lignage prestigieux peuvent prétendre à un titre de chef. 
La dynastie des Bordjiguines s'affirme sous Gengis Khan et règne sur l'Empire mongol de 1203 à 1635 (puis sous protectorat de la Chine, jusqu'en 1924). À la suite des conquêtes territoriales de Gengis Khan et de ses successeurs, les Bordjiguines ont régné sur le Kazakhstan actuel (Horde d'Or) de 1243 à 1502, sur la Perse de 1256 à 1336 puis de 1405 à 1507, sur l'empire Chinois de 1271 à 1368, sur le khanat de Boukhara de 1599 à 1920 (et aussi de son prédécesseur le Khanat Ouzbek de 1429 à 1598), sur le Khanat de Crimée de 1441 à 1783, sur l'empire Moghol de 1526 à 1857, ainsi qu'une multitude d'autres États, (Khanat Ouzbek, Khanat de Qasim, Khanat qoshot, etc.) d'Eurasie.
En 1368, sous Togoontomor, le clan a perdu la Chine mais les membres de la famille continuèrent à régner sur la Mongolie, sous la dynastie Yuan du Nord, au XVIIe siècle. Différents descendants régnèrent également sur d'autres régions. La dynastie des Houlagides ou Ilkhanides, créée par Houlagou Khan, également fils de Tolui, règne sur la Perse. Djötchi, fils de Gengis Khan créa la Horde d'or qui règne sur une grande partie de l'Asie centrale et de la Russie et enfin, le Khanat de Djaghataï, fondé par Djaghataï, également fils de Gengis Khan, sur une région recouvrant l'Ouzbékistan, le Turkménistan et les environs. Dans le khanat qoshot, Khanai Noyan Khonggor fait également partie de cette famille.
Cette dynastie était la plus forte des 49 bannières mongoles sous les Qing.

## Origine
D'après la légende conservée dans l'Histoire secrète des Mongols, la famille commence avec le Loup gris-bleu (Бөртэ чоно / Börte chono) et la Belle Biche (Гуа маралын / Gua Maralyn). Leur descendante de la 11e génération, la veuve de Dobu Mergen, Alungoo ekhiin domog (en) (Алунгоо эхийн домог, Alungoo la mère légendaire) ou, plus simplement Alan Qo'a (en) (« Garance-la-Belle ») est imprégnée par un rayon de lumière. Son plus jeune fils devient l'ancêtre des Bordjiguines.

## Généalogie

### Généalogie officielle
Cette maison dynastique tient une place centrale et un rôle fondateur dans la généalogie officielle du peuple mongol dont les ancêtres sont dès lors vénérés. Parmi eux, Khaboul Khan tient une place centrale puisqu'il parvient à unifier les différentes maisons trois générations avant Gengis Khan et initie un premier mouvement expansionniste, réprimé par les Tatars vers 1150.

### Descendance deBodontchar
- Bodonchar, (v.930 - ?);
  - Ba'aridai (ou Ba'arin Aqa), (v.955 - ?);
    - Voir la maison des Ba'arin;

  - Qabichi (ou Buqa), (v.960 - ?);
    - Dutum Menen (ou Menen Tudun), (v.980 - ?);
      - Qachi Kulug, (v.1000 - ?);
        - Khaidu khan, (v.1025 - v.1100)

      - Qachin (v.1002 - ?);
        - Noyangidai, (v.1025 - ?);
          - Voir la maison des Noyakin;

      - Qachi'u, (v.1004 - ?);
        - ? Baruladai, (v.1025 - ?);

      - ? Qachula, (v.1005 - ?);
        - ? Yeke Barula, (v.1025 - ?);
        - ? Uchugen Barula, (v.1030 - ?);
          - Voir la maison des Barlas;

      - ? Qachi'un, (v.1007 - ?);
        - ? Adarkidai, (v.1030 - ?);
          - Voir la maison des Adarkin;

      - Qaraldai, (v.1008 - ?);
        - Voir la maison des Buda'ad;

      - ? Nachin Ba'adur, (v.1010 - ?);
        - Uru'udai, (v.1030 - ?);
          - Voir la maison des Uru'ud;

        - Mangqudai, (v.1032 - ?);
          - Voir la maison des Mangqud;

        - Siji'udai, (v.1034 - ?);
          - Voir la maison des Siji'ud;

        - Doquladai, (v.1036 - ?);
          - Voir la maison des Doqulad;

  - Buqtai, (v.970 - ?);
    - ? Nachin Ba'adur, (v.1010 - ?);

  - Je'uriyedei, (v.970 - ?);
    - Voir la maison des Je'uriyed;

### Descendance deKhaidu khan
- Khaidu khan, (v.1028 - v.1100), Khan des mongols;
  - Shingkor Doqsin, (v.1046 - av.1100);
    - Tumbinai Khan, (v.1065 - v.1127), Khan des mongols;
      - Qachulai (Kadjuli), ancêtre de la maison des Barulas;
        - voir les Barlas;

      - Babul Qa'an, (v.1085 - 1147), Khan des mongols;
        - Ökin Barqaq, (v.1105 - ?);
          - Qutuqtu Yörki, (v.1125 - ?);
            - Seche Beki, (v.1150 - 1197);
            - ? Taichu, (v.1155 - 1197);

        - Bartan Baatar, (v.1106 - ?);
          - Mönggetü Qiyan, (v.1130 - ?);
            - Öngür Noyan, (v.1160 - ap.1207);
            - voir Les Changshi'ud;

          - Nekün Taishi, (v.1132 - ?);
            - Khuchar Beki, (v.1160 - 1204);
              - Jauhai, (v.1185 - ap.1204);

          - Yisükei ba'adur, (v.1134 - 1171);
            - Behter, (v.1155 - 1176);
            - Belgutei, (v.1161 - 1271);
              - Voir plus bas;

            - Temüjin, (v.1162 - 8/1227);
              - Voir Arbre généalogique de Gengis Khan;

            - Jöchi Khasar, (v.1164 - 1214/19);
              - Voir plus bas;

            - Khachiun, (v.1165 - ap.1207);
              - Voir plus bas;

            - Temüge, (v.1168 - 1246);
              - Voir plus bas;

            - Temülün, (v.1170 - 1201/2), épouse de Butu khürgen;

          - Daritai Otchigin, (v.1136 - ?);

        - Qutuqtu Mönggür, (v.1108 - ?);
          - Böri Böke, (v.1145 - 1197);

        - Koutoula, (v.1110 - 1161), Khan des mongols en 1147;
          - ? Jochi Qa'an, (v.1130 - 1185), Khan des mongols;
          - Altan, (v.1135 - ?);
          - Yeke Ca'aran, (v.1137 - ?);

        - Qulan, (v.1111 - ?);
        - Qada'an Ba'adur, (v.1113 - ?);
        - Tödö'en Otchigin, (v.1115 - ?);

      - ? Jaksu, ancêtre des maisons des Uru'ud, des Mangqud et des Noyakin;
      - ? Barim Shi'iratu Qarutchu;
      - ? Qachi'un, ancêtre de la maison des Adarkin;
      - ? Bat Celsei, ancêtre de la maison des Buda'ad;
      - ? Udur Bayan, ancêtre de la maison des Jajirad;
      - ? Bu'ulchar Doqulan, ancêtre de la maison des Doqolad;
      - ? Besudei, ancêtre de la maison des Besud.

  - Charaqai Lingqu, (v.1055 - ?);
    - voir les Tayitchi'out;

  - Cha'ujin (ou Cha'unjin Ortekei), (v.1060 - ?);
    - Voir la maison des Siji'ud;
    - Voir la maison des Artakin;
    - ? Yesutu, (v.1090 - ?);
      - Voir la maison des Qongqotan;

    - ? Oronar, (v.1090 - ?);
      - Voir la maison des Orona'ud;

    - Voir la maison des Sonid;
    - Voir la maison des Qabturqas;
    - Voir la maison des Keniges;

#### Descendance deBelgutei
- Belgutei, (v.1161 - v.1271);
  - Han Touthou, (v.1190 - ap.1221);
    - Huo Liji, (v.1230 - 1310);
      - Tachu, (v.1260 - ap.1310);

  - Yesubuhua, (v.1195 - ?);
    - Zhudu, (v.1215 - ap.1277);
      - Temur, (v.1235 - ?);
      - Nayan, (v.1237 - ?);
        - Tuotiemu'er, (v.1255 - 1279);
        - Bulanxi, (v.1260 - ?);

  - Ku'un buqa, (v.1197 - ap.1237);
    - Merikitai, (v.1225 - ?);
      - Huang cha, (v.1245  - ?);
      - Mazhaer, (v.1247 - ?);
      - Saliman, (v.1250 - ?);
      - Kuokuchu, (v.1252 - ?);
        - Xuechegan, (v.1280 - ?);
          - Chaertai, (v.1300 - ?);

    - Wengjilatai, (v.1235 - ?);
      - Cheli Temur, (v.1275 - ap.1335);
        - Yinhuncha, (v.1300 - 1353), roi de Guangning en 1330;
          - Timur buqa, (v.1320 - ap.1354);
          - Hundu Timur, (v.1325 - ap.1353), roi de Guangning;

#### Descendance deJöchi Khasar
- J̌öči Qasar, (v.1164 - 1214/19);
  - Yegü (Yīgū), (v.1185 - 1250);
    - Qorqosun (Ārqasūn), (v.1210 - ?);
    - ? Turi, (v.1215 - ?);
      - Alkan, (v.1235 - ?);
        - Abukan, (v.1255 - ?);
          - Baba Qa'un, (v.1275 - 1315);
            - Suday Mamay-Kavun, (v.1295 - ?);
              - Togha Temür, (v.1315 - 1352), Khan;
                - Lokman Han, (v.1340 - 1388);
                  - Pir Mohammad, (v.1360 - ap.1388);

  - Yesüngge (Yīsūngge), (v.1190 - ap.1262);
    - Esen emügen (Āmgān), (v.1220 - ?);
      - Šikdür (Shīktūr),(v.1250 - ap.1307);
        - Babuša (Māmīshā), (v.1275 - ap.1316), Prince de Qi en 1307;
        - Birigü, (v.1277 - ?);
        - Qong'ur, (v.1280 - ?);
          - Bai Temür, (v.1299 - ?);
          - Ürüg Temür, (v.1300 - 1329);
          - Berke Temür, (v.1305 - ?);

  - Toqu (Tūqū), (v.1192 - ap.1251);
    - Ebügen (Ābgān), (v.1220 - ?);

#### Descendance deKhachiun
- Qaci'un, (v.1165 - ap.1207);
  - Alchidai, (v.1185 - ap.1235);
    - Qada'an Tölögen, (v.1215 - 1291);
      - Quracu, (v.1240 - ?);
        - Singnaqar, (v.1260 - ap.1287);

    - Yesun Zhen, (v.1220 - ?), épouse de Zhahuerchen, seigneur Ikires;
    - Chakra Khan, (v.1225 - 1283);
      - Özil, (v.1250 - 1307);

    - Qulaqur, (v.1230 - av.1283);
      - Munamdzi, (v.1250 - ?);

    - Dörene, (v.1231 - ?);
      - Popi, (v.1255 - ?);

#### Descendance deTemüge
- Temüge, (1168 - 1246);
  - Chechagan Khatun, (v.1185 - ?), épouse de Jochi;
  - Jibügen, (v.1190 - av.1246);
    - Tayacar, (v.1210 - ?);
      - Ajul, (v.1230 - ?);
        - Nayan, (v.1258 - 1287);
          - Toqto'a, (v.1285 - 1328);
            - Yanasiri, (v.1315 - ?);
              - Ajasiri, (v.1345 - ap.1392);

        - Naimaitai, (v.1260 - ap.1287);